# Ttekket
Ttekket a Csillagok háborúja elképzelt univerzumának egyik szereplője.

## Leírása
Ttekket a dzsava fajhoz tartozó férfi, aki a klónháborúk idején élt a Tatuin nevű bolygón.
Szemszíne sárga.

## Élete
Ttekket azon kevés dzsavák egyike, akik megélhetésüket fejvadászként szerezték meg. Ő fejvadásztársa volt a duros Cad Banénak.

## Megjelenése a képregényekben
Erről a dzsaváról a „Spices & Spies—Star Wars: The Clone Wars Comic UK 6.15” című képregényben olvashatunk először. Ezenkívül a „Bane vs ...Bane?—Star Wars: The Clone Wars Comic UK 6.46” című képregényben is szerepet kap.

## Fordítás
- Ez a szócikk részben vagy egészben a Ttekket című Wookieepedia-szócikk fordítása. Az eredeti cikk szerkesztőit annak laptörténete sorolja fel.